# Suardonen
Die Suardonen (handschriftlich Suardones, Suarines) waren nach Tacitus (Tac. Germ. 40,2) ein den Nerthus-Kult ausübender germanischer Stamm, der im nördlichen Jütland lokalisiert wird. Zwar bieten die besseren Germania-Handschriften die Lesart Suarines, jedoch hat sich seit dem 19. Jahrhundert mit Johann Kaspar Zeuß, Karl Müllenhoff und Rudolf Much Suardones etabliert.

„Dann folgen die Reudigner, Avionen, Anglier, Variner, Eudosen, Suardonen und Nuitonen; ihnen allen gewähren Flüsse oder Wälder Sicherheit. Im einzelnen haben sie nichts Bemerkenswertes, insgesamt aber verehren sie Nerthus, das heißt die Mutter Erde, und glauben, die Göttin nehme teil am Treiben der Menschen...“

Die Bedeutung und Etymologie des Namens bleibt nach Friedrich Grünzweig wegen der einzigen Belegstelle bei Tacitus und der Überlieferung der Handschriften unklar.